# Ridge Racer Unbounded
Ridge Racer Unbounded (vaak afgekort tot Unbounded) is een computerspel ontwikkeld door Bugbear Entertainment en uitgegeven door Namco Bandai. Het racespel kwam uit op 30 maart 2012 in Europa. Het is het eerste spel uit de Ridge Racer-serie dat volledig door een westerse ontwikkelaar is ontwikkeld.

## Verhaal
In de singleplayermodus is de speler lid van de Unbounded, een racegroep in de fictieve stad Shatter Bay. De speler probeert door races te winnen een rang omhoog te gaan in het racecircuit. Hoe meer races er worden gewonnen, des te meer raceauto’s en districten er worden vrijgespeeld.

## Gameplay
In Ridge Racer Unbounded racet de speler in dure sportwagens door een stedelijke omgeving. Afwijkend van de andere spellen in de serie, richt Unbounded zich minder op schoon rijden, maar meer op agressief rijden, op auto’s botsen en door objecten op en rond de weg rijden.
Tijdens het racen vult de zogenaamde powermeter zich als de speler drift, sprongen maakt of als deze in de luchtstroom van de auto’s voor hem blijft. Wanneer de meter gevuld is kan de speler in een powermodus gaan, hierdoor wordt de speler zijn snelheid opgevoerd en gaat de speler ook in een fragmodus (botsmodus), waarmee de speler andere auto’s kan neerhalen. In deze modus kan ook door sommige muren en gebouwen worden gereden, dit veroorzaakt vaak ook nog rommel waardoor een deel van de weg wordt geblokkeerd.
In Ridge Racer Unbounded zijn er verscheidene racemodi:
- Drift attack: win door de meeste en langste drifts te maken
- Time attack: win door binnen de tijd de finish te passeren
- Frag attack: vernietig zo veel mogelijk politiewagens als mogelijk
- Shindo race: win door zo weinig mogelijk schade te lijden
- Domination: mix tussen Shindo race en Frag attack. Beide de eindpositie als het aantal vernietigde auto’s tellen mee voor de eindscore

Bij elke race kan drie sterren worden behaalt, die nodig zijn om verder te komen in het spel.
Nieuw in de Ridge Racer-serie is de City Creator, waarin in 3D nieuwe steden, racebanen en omgevingen kunnen worden gecreëerd. Deze kunnen via het internet ook met andere spelers worden gedeeld.

## Ontvangst
| Gemiddelde Score | Gemiddelde Score                                                      |
| ---------------- | --------------------------------------------------------------------- |
| Bron             | Score                                                                 |
| GameRankings     | 61,3% (Windows) 68,8% (Xbox 360) 76,9% (PlayStation 3)                |
| Metacritic       | 69 uit 100 (Windows) 70 uit 100 (Xbox 360) 75 uit 100 (PlayStation 3) |
| Review Score     |                                                                       |
| Publicist        | Beoordeling                                                           |
| Eurogamer        | 8/10                                                                  |
| Gamespot         | 9/10                                                                  |
| Power Unlimited  | 9,1                                                                   |

De recensies van Ridge Racer Unbounded zijn positief over de consoleversies, voornamelijk over die van de PlayStation 3. De cijfers van de pc-versie zijn relatief lager. Waar als de Xbox en PlayStation 3-versie goed werden ontvangen (68,8% en 76,9% op GameRankings) had de PC-versie lagere cijfers (61,3% op GameRankings).